# سيلينة خطية
السيلينة الخطية (باللاتينية: Silene linearis) نوع نباتي يتبع جنس السيلينة من الفصيلة القرنفلية.

## الموئل والانتشار
موطنها بلاد الشام ومصر.